# Neoseiulus vardgesi
Neoseiulus vardgesi är en spindeldjursart som först beskrevs av Arutunjan 1968.  Neoseiulus vardgesi ingår i släktet Neoseiulus och familjen Phytoseiidae. Inga underarter finns listade i Catalogue of Life.